# 蓋頓 (喬治亞州)
蓋頓（英語：Guyton）是一個位於美國喬治亞州埃芬漢縣的城市。

## 地理
蓋頓的座標為32°20′11″N 81°23′38″W / 32.33639°N 81.39389°W，而該地的平均海拔高度為29米（即95英尺）。

## 人口
根據2010年美國人口普查的數據，蓋頓的面積為8.33平方千米，當中陸地面積為8.29平方千米，而水域面積為0.04平方千米。當地共有人口1684人，而人口密度為每平方千米202.16人。